# Johan Petter Åhlén
Johan Petter Åhlén, född 13 april 1879 i Ål, Kopparbergs län, död 31 mars 1939 under en resa till sjöss från New York, var en svensk affärsman som grundade Åhléns, Tempovaruhus, och Åhlén & Åkerlunds förlag.

## Biografi
Johan Petter Åhlén var son till lantbrukaren Marits Anders Andersson och Brittas Karin Christoffersdotter, och tog själv namnet Åhlén efter födelseförsamlingen. Sin affärsbana började han redan under skolåren som återförsäljare åt postorderfirman John Fröbergs accidentstryckeri & stämpelfabrik. När senare även hans farbror Erik Andersson 1897 började arbeta där, tyckte Fröbergs att det blev för många anställda som hette Andersson, varför J.P. och Erik fick byta namn till Åhlén (efter födelsesocknen Åhl) respektive Holm. Johan Petter Åhlén gifte sig 1903 med Elin Maria Charlotta Brolin och fick med henne sönerna Gösta Åhlén och Ragnar Åhlén, som båda senare blev VD:ar vid hans företag, samt döttrarna Hjördis och Gunvor (senare Welin-Berger) Åhlén.

## Företagaren
Johan Petter Åhlén startade tillsammans med sin farbror Erik Holm i Insjön en egen postorderfirma 1899 som de kallade Åhlén & Holm, men blev från 1902 ensam ägare. Den första produkten – ett porträtt på kungafamiljen – såldes i 100 000 exemplar. Efter ett par månader kom den första katalogen som innehöll 272 artiklar. Inte minst för landsbygdens folk blev katalogen en flitigt läst skrift som öppnade en ny värld av konsumtionsmöjligheter.  Firman växte därför snabbt och redan 1909 hade postorderförsäljningen gjort att Insjön järnvägsstation låg på andra plats näst efter Stockholm i expedierade paket per dag.
Framgången byggde inte minst på ett nydanande reklamtänkande. Under 1911 genomförde exempelvis Åhlén & Holm en 25 000 kilometer lång resa med reklambil. Många svenskar fick göra sin första biltur i den bilen. Två år senare spred man också reklambroschyrer från flygplan och arrangerade flyguppvisningar runt om i landet. Företaget fortsatte att växa och till slut blev det omöjligt att klara distributionen från Insjön varför man 1915 omorganiserade sig till ett aktiebolag och flyttade till Stockholm.
1932 grundade Johan Petter Åhlén också Tempo, en varuhuskedja som sålde varorna som Åhlén & Holm köpte in. Åhlén & Holm bytte senare namn till Åhléns. Åhlén gav sig även in i bokbranschen och grundade tillsammans med Erik Åkerlund Åhlén & Åkerlunds bokförlag 1906, samt Åhlén & söners förlag.

## Curlingspelaren
Åhlén var också en av curlingsportens pionjärer och största donatorer i Sverige. Han innehade ett flertal förtroendeuppdrag, bland annat som vice ordförande i Svenska Curlingförbundet 1935-1938. Som aktiv ingick han i det svenska lag som tog silvermedaljer vid olympiska vinterspelen 1924 i Chamonix. Han blev också tre gånger svensk mästare.